# La Fère
La Fère je naselje in občina v severnem francoskem departmaju Aisne regije Pikardije. Leta 1999 je naselje imelo 2.817 prebivalcev.

## Geografija
Kraj se nahaja v pokrajini Laonnois ob reki Oise, 22 km severozahodno od Laona.

## Administracija
La Fère je sedež istoimenskega kantona, v katerega so poleg njegove vključene še občine Achery, Andelain, Anguilcourt-le-Sart, Bertaucourt-Epourdon, Brie, Charmes, Courbes, Danizy, Deuillet, Fourdrain, Fressancourt, Mayot, Monceau-lès-Leups, Rogécourt, Saint-Gobain, Saint-Nicolas-aux-Bois, Servais, Travecy in Versigny z 11.931 prebivalci.
Kanton je sestavni del okrožja Laon.

## Zgodovina
1. januarja 898 je v zimskem taboru, ki ga je imel v La Fèreju, umrl pariški grof, markiz Nevstrije in frankovski kralj Odo I.
V kraju je bil v 19. in 20. stoletju sedež École Royale d'Artillerie.
```
 
```

1. ↑  »Populations légales 2016«. Nacionalni inštitut za statistične in gospodarske raziskave. Pridobljeno 25. aprila 2019.